# Schneeballsystem
Als Schneeballsystem oder Pyramidensystem werden Geschäftsmodelle bezeichnet, die zum Funktionieren eine ständig wachsende Anzahl an Teilnehmern benötigen, einem den Hang hinabrollenden und dabei stetig anwachsenden Schneeball gleichend. Vermeintliche Gewinne oder Renditen, beziehungsweise vielmehr Liquiditätsüberschüsse, entstehen fast ausschließlich dadurch, dass neue Teilnehmer in dem System mitwirken, eigenes Kapital einbringen oder erwirtschaften. Mitunter gibt es gar kein oder nur ein überteuertes Produkt, sodass ein Betrugsdelikt vorliegt.
Jeder Teilnehmer wird gelegentlich an allen Einnahmen beteiligt, welche die Teilnehmer erhalten, die er angeworben hat, wovon sich die Bezeichnung Pyramidensystem ableitet. Dadurch können nicht nur die Gründer, sondern auch Teilnehmer, die besonders lange dabei sind, profitieren. Alternativ verschieben die Gründer selbst gezielt alle Einnahmen innerhalb ihres Systems, sodass den Investoren vorgegaukelt wird, eine Rendite zu erhalten, während das Gros der Investitionen veruntreut wird und damit verloren geht.
Schneeballsysteme sind Spezialfälle von Konstrukten, die auf ständiges Wachstum unter endlichen Rahmenbedingungen angewiesen sind und daher in der Regel innerhalb weniger Jahre zusammenbrechen bzw. auffliegen müssen.
In den meisten Ländern sind sie inzwischen – zumindest teilweise – illegal.

## Formen

### Abgrenzung zum Ponzi-System
Das Ponzi-System, auch Ponzi-Schema (englisch Ponzi scheme) oder Ponzi-Spiel, ist nach dem amerikanischen Betrüger Charles Ponzi benannt. Seine Geschichte und auch der Begriff Ponzi-System sind im deutschen Sprachraum aber weniger bekannt, obwohl das Ponzi-System einige Fälle des Schneeballsystems genauer beschreibt. Hierzu zählen Geldanlagen, für die sehr hohe Renditen versprochen werden, die aber nur auf dem Papier existieren. Wenn Anleger Geld zurückfordern, werden sie über einige Zeit ausbezahlt, um das Vertrauen von Neukunden zu bewahren. Die Auszahlungen können aber nur finanziert werden, indem die Einzahlungen anderer Anleger dafür verwendet werden. Werterhöhende Geschäfte oder reale Investitionen gibt es bei diesen Anlagemodellen nicht. Das System bricht zusammen, wenn eine größere Zahl der Anleger versucht, ihre Einlage zurückzuerhalten.
In der Fachwelt werden Schneeballsystem und Ponzi-Spiel teilweise synonym verwendet. Trotz Gemeinsamkeiten gibt es aber klare Unterschiede. Beiden Systemen gemeinsam ist, dass die Anzahl der Teilnehmer exponentiell steigen muss, um nicht zu kollabieren (beim Schneeballsystem jedoch mit viel höheren Wachstumsraten), und dass mit den Beiträgen neuer Teilnehmer die Gewinnausschüttungen der bestehenden Teilnehmer gedeckt werden. Hauptsächlicher Unterschied ist aber:
- Beim Ponzi-System sind den Teilnehmern die Gründer des Systems bekannt, während die Quelle der Gewinnausschüttungen verschleiert wird.
- Beim Schneeballsystem ist dies umgekehrt: Neuteilnehmer haben selten mit den Gründern Kontakt, während aber die Quelle der Gewinnausschüttungen transparent ist.

| nach                        | Schneeballsystem | Ponzi-System |
| --------------------------- | --- | --- |
| Typischer „Anreiz“          | Hohe Profite durch ein einmaliges Investment, um danach selber das Produkt zu vertreiben. Im Schneeballsystem handelt es sich oft nicht um ein echtes Produkt, das üblicherweise gehandelt wird. Oftmals ist es nur erlaubt, das „Produkt“ Kunden zu verkaufen, die ebenfalls Distributoren sind oder werden wollen. | Hohe Gewinne mit keinem oder nur kleinem Risiko. Man muss nur Geld überweisen und sonst nicht selbst tätig sein. Oftmals wird nur ein kleiner Teil der Beträge überhaupt in etwas investiert. |
| Zahlungen                   | Einmalige oder wiederkehrende Teilnahmegebühren. Die Gewinne stammen von den Neukunden, die man selbst angeworben hat. | Der Teilnehmer muss nur investieren, aber sonst nicht tätig werden. Die Quelle der Gewinnausschüttungen wird verschleiert.                                                                    |
| Interaktion mit dem Gründer | Interaktion mit dem Gründer findet manchmal nicht statt. Neuinvestoren werden auf allen Ebenen des Schneeballsystems angeworben. | Der Gründer interagiert mit allen Neuinvestoren. |
| Funktionsweise              | Gebühren von Neukunden finanzieren die Erfolgsprämien jetziger Teilnehmer. | Mit den Einzahlungen von Neukunden werden die Gewinnausschüttungen jetziger Kunden finanziert.                                                                                                |
| Kollaps                     | Ziemlich rasch, denn zur Aufrechterhaltung des Systems muss auf jedem Level ein Mehrfaches an Neukunden gewonnen werden. | Relativ langsam, insbesondere wenn zufriedene Kunden die Gewinnausschüttungen reinvestieren.                                                                                                  |

Gut durchdachte Schneeballsysteme wachsen eher langsam und kollabieren entweder durch staatlichen Eingriff oder verbreiteten Erkenntnisgewinn bei den potenziellen Neukunden. Beim Ponzi Scheme stehen die „Kunden“ direkt mit den Betrügern im Kontakt, während beim Schneeballsystem die Urheber verschleiert sind. Schneeballsysteme sind in der Regel leicht zu erkennen, so dass Neukunden gewarnt werden können. Es wird im Laufe der Zeit immer schwieriger, neue Mitglieder anzuwerben, die auf das System hereinfallen. Allmählich steigt der Anteil der Mitglieder, die ihre Investition nicht mehr amortisieren können. Das System kollabiert, wenn auch die zuvor erfolgreichen Mitglieder aufgeben und das System wechseln.
Der Kollaps erfolgt zwangsläufig, da die Gesamteinlage bzw. die Zahl der Teilnehmer exponentiell wachsen müsste, was in einer Welt begrenzter Ressourcen auf Dauer nicht möglich ist. Muss ein neuer Teilnehmer zwei Mitglieder werben, werden es in der zweiten Stufe vier, in der dritten Stufe acht, in der vierten Stufe 16 usw. In der zehnten Stufe sind es bereits über 1000, in der zwanzigsten über eine Million. Muss ein Teilnehmer fünf Mitglieder werben, sind es bereits in der zehnten Stufe fast 10 Millionen, in Stufe 15 bereits mehr, als es Menschen auf der Erde gibt.

### Herz- und Schenkkreise
In Herz- oder Schenkkreisen werden keine werthaltigen Produkte oder Dienstleistungen angeboten. Neue Teilnehmer müssen eine Beitrittsgebühr an denjenigen zahlen, der sie geworben hat. Einen Teil der Beitrittsgebühr behält der Werber für sich. Oft erhält auch derjenige, der den Werber geworben hat („Werber der zweiten Stufe“), einen Anteil. Die neuen Teilnehmer beginnen ihrerseits neue Mitglieder zu werben. Wenn sie eine ausreichende Zahl neuer Teilnehmer geworben haben, amortisiert sich ihr eigener Mitgliedschaftsbeitrag, und sie machen Gewinn. Ein frühes Beispiel in Deutschland war die 1746 gegründete Dukatensozietät.

### Pyramidensysteme
Pyramidensysteme sind Geschäftsmodelle, bei denen Produkte hierarchisch von oben nach unten weitergereicht werden, wobei eine Preissteigerung auf jeder Ebene erfolgt. Beispielsweise wirbt Person A die Person B an, welche das Produkt von A zu einem höheren Preis kauft (z. B. 50 Cent teurer). B kann das Produkt entweder weiterverkaufen oder eine weitere Person C anwerben, die das Produkt ab sofort von B bezieht, wiederum zu einem höheren Preis. Dieses Modell funktioniert nur bis zu einem bestimmten Punkt, danach kollabiert das System für die untersten Teilnehmer. Problematisch sind dabei vor allem der Produktfluss von oben nach unten, die Weitergabe der Produkte von A nach B zu C und die stetige Preissteigerung.

#### Multi-Level-Marketing
Schwierigkeiten bereitet oft die Abgrenzung illegaler Schneeballsysteme von legalem Strukturvertrieb oder Multi-Level-Marketing (MLM). Der Übergang ist fließend und teilweise nicht alleine von der Ausgestaltung der Regeln, sondern auch von deren faktischer Umsetzung abhängig. Die Grundfrage für die Abgrenzung lautet: Würde der Kunde das angebotene Produkt erwerben, selbst wenn er keine Provision für die Vermittlung von Neukunden erhielte?
Bei einem Schneeballsystem steht häufig die Verdienstmöglichkeit für die Anwerbung von Neukunden im Vordergrund. Dies zeigt sich bereits bei der Ansprache, bei der mit Einkommensversprechen anstelle von Konsumprodukten geworben wird. Bei zulässigem Multi-Level-Marketing wird das Produkt hauptsächlich an Verbraucher vertrieben, die nicht gleichzeitig Teil des Vertriebssystems werden, oder es wird ein legitimes Konsumentennetzwerk aufgebaut, bei dem die Vertriebspartner gleichzeitig die Konsumenten sind. Hier können evtl. Kosten für Warentransport, Werbung und sonstige betriebliche Aufwendungen (Lohnnebenkosten, Mieten der Geschäftsräume, Großhandelsmarge etc.) eingespart und stattdessen als Bonus an die Vertriebspartner ausgeschüttet werden.
Indizien für ein illegales Schneeballsystem sind:
- Rekrutierungsbasiertes System: Der Hauptfokus liegt auf der Rekrutierung neuer Mitglieder, statt auf dem Verkauf von Produkten oder Dienstleistungen. Es wird starker Druck ausgeübt, neue Mitglieder zu gewinnen und Provisionen oder Boni für erfolgreiche Rekrutierungen werden angeboten. Dabei wird oft von „passivem Einkommen“ oder „selbstständigem Einkommen“ gesprochen.
- Hierarchische Struktur: Diejenigen, die sich frühzeitig beteiligen, stehen an der Spitze der Pyramide und profitieren von den Einzahlungen der nachfolgenden Teilnehmer.
- Kein echter Produktwert: Oft gibt es keine oder nur geringwertige Produkte oder Dienstleistungen, wobei die angebotenen Produkte meist überteuert sind.
- Überhöhte Handelsmargen: Die Handelsmarge oder Vertriebsprovision ist ungewöhnlich hoch für die jeweilige Branche.
- Mangelnder Kundenstamm: Es gibt kaum Kunden, die das Produkt ohne Aussicht auf Provisionszahlungen erwerben würden.
- Hohe Renditeversprechen: Pyramidensysteme locken potenzielle Teilnehmer oft mit unrealistischen Renditeversprechen an.

In der Schweiz wird in erster Linie auf das Kriterium der Ausschließlichkeit abgestellt (entsprechend dem ersten Kriterium): Wenn eine Amortisation der Eintrittssumme ausschließlich über die Anwerbung neuer Mitglieder möglich ist, handelt es sich um ein Schneeballsystem. Diesfalls hängt die Möglichkeit zu einer Amortisation von der bestehenden Marktsättigung ab, d. h. das Neumitglied riskiert, bei gesättigtem Markt an der Amortisation zu scheitern, weil nicht mehr ausreichend viele neue Mitglieder gefunden werden können. Darin, dass ein Neumitglied den Sättigungsgrad des Marktes nicht beurteilen kann und damit letztlich bei der Bezahlung seiner Eintrittssumme mit dem Zufall spielt, liegt das „lotterieähnliche Element“ vor, das dem Verbot von Schneeballsystemen zugrunde liegt.

## Vergleichbare Fälle
In den 1860er Jahren baute Adele Spitzeder in München ein Ponzi-System auf, bei dem sie hohe Zinsgutschriften durch die Einzahlungen neuer Kunden beglich. Als 60 Kunden gleichzeitig ihre Einlagen zurückforderten, brach das System zusammen.
In den 1920er Jahren gelang es Charles Ponzi in den USA, innerhalb von etwa sechs Monaten nach heutigem Wert ungefähr 150 Mio. US-$ einzusammeln. Den Anlegern wurde durch Scheininvestitionen suggeriert, dass die Renditen tatsächlich erwirtschaftet wurden. Charles Ponzi behauptete, ein besonderes Geschäftsmodell entwickelt zu haben, das die Renditen ermögliche.
1997 wurden durch Schneeballsysteme in Albanien schwere Unruhen ausgelöst. Wie bei allen Pyramidenspielen wurden den Anlegern sehr hohe Renditen auf ihre Investitionen geboten. Viele Familien investierten ihr gesamtes Vermögen, häufig wurden auch Häuser beliehen. Insgesamt wurden 1,2 Mrd. US-$ investiert. Die Firmen in Albanien führten getreu Ponzis Vorbild vereinzelte Scheininvestitionen mit dem Ziel durch, den Anlegern vorzuspielen, dass die versprochenen Erträge auch tatsächlich erzielt wurden.
Die türkische Unternehmung Yimpaş warb mit dem Glauben als Gütesiegel unter Auslandstürken in Europa. Über 50 türkische Holdings akquirierten vorzugsweise in Moscheevereinen im Zeitraum von 1997 bis 2002 zwischen 5 und 50 Mrd. Euro mit dem sogenannten Konya-Modell. Den Anlegern wurde suggeriert, dass sie ihr Geld nach den Geboten des Islam anlegen würden, außerdem würden sie mit ihren Anlagen Arbeitsplätze in der Türkei schaffen und hohe Renditen erzielen.
Das bislang größte derartige Anlagesystem wurde im Dezember 2008 bekannt. Bernard L. Madoff schädigte mit Hilfe eines vermeintlichen Hedgefonds seine Anleger um insgesamt ca. 65 Mrd. Dollar. Am 29. Juni 2009 wurde Bernard L. Madoff deswegen zu 150 Jahren Haftstrafe verurteilt. Madoffs Betrug wies allerdings eher die Merkmale eines Ponzi-Schemas auf: Er bezahlte die Dividenden an seine Investoren aus deren eigenem Kapital, war jedoch nicht darauf angewiesen, ständig neue Kapitalgeber zu finden. Sein System funktionierte über 15 Jahre lang – was bei einem klassischen Schneeballsystem unwahrscheinlich wäre –, da er zwar konstante, aber nicht extrem hohe Dividenden ausschüttete und dadurch besonderes Aufsehen und Verdächtigungen lange Zeit vermeiden konnte.
In Deutschland geriet im Jahr 2010 das Unternehmen GFE-Group (Hauptsitze: Nürnberg und Schweiz) in das Visier der Justiz wegen des Verdachts, ein Schneeballsystem zu betreiben. Die GFE-Group verkaufte Blockheizkraftwerke, die dann von einer Schwestergesellschaft über Jahre zu einer garantierten, monatlichen Pacht von 2,5 % der Investitionssumme gepachtet werden sollten. Die hohen Erlöse (30 Prozent Rendite pro Jahr) sollten durch einen extrem hohen Wirkungsgrad der mit Rapsöl betriebenen BHKWs erwirtschaftet werden. Die angegebenen Leistungsdaten suggerierten unrealistisch hohe elektrische Wirkungsgrade von über 75 %. Ohne einen funktionsfähigen Prototyp vorweisen zu können, nahm die Gesellschaft von 1400 Kunden Gelder in Höhe von 62 Millionen Euro entgegen und zahlte die erste Rate der versprochenen Rendite aus. Am 30. November 2010 kam es schließlich zu Razzien in 28 Geschäfts- und Wohnräumen, bei denen 7 Personen aus der Geschäftsleitung verhaftet wurden. Der Prozess gegen 14 von aktuell 52 Beschuldigten begann am 24. September 2012 vor dem Landgericht Nürnberg-Fürth. Im Februar 2014 kam es schließlich zur Verurteilung von 11 Angeklagten wegen gewerbs- und bandenmäßigem Betrug. Das Strafmaß wurde mit Freiheitsstrafen zwischen neun Jahren für den hauptangeklagten Firmengründer Horst K. und drei Jahren für den geständigen Geschäftsführer bemessen.
Am 20. September 2011 bezeichnete der New Yorker Staatsanwalt Preet Bharara den Onlinepokerdienst Full Tilt Poker in einer Pressemitteilung als massives Ponzi-Schema. Full Tilt Poker hatte nicht mehr ausreichende Kapitalreserven, um alle Spieler auszuzahlen. Im November 2010 standen Kundenguthaben von 344 Millionen USD Bankguthaben von 145 Millionen USD gegenüber. Im April 2011 standen 60 Millionen USD Forderungen von 390 Millionen USD gegenüber. Die Vorwürfe beziehen sich auf verschiedene Verfehlungen im Geschäftsbetrieb, nicht auf das eigentliche Pokerspiel.
Weitere bekannte Fälle sind:
- European Kings Club, Schneeballsystem mit 1,6 Milliarden Franken Verlust, 1994 zusammengebrochen
- Reed Slatkin
- Sergei Pantelejewitsch Mawrodi, Schneeballsystem mit 10 bis 15 Millionen geschädigten Personen
- Infinus-Skandal
- FlowTex, Geschäftsgrundlage waren nicht existente Baumaschinen
- Prokon, kein klassisches Schneeballsystem, da Windparks für die Ertragserwirtschaftung existiert hatten[10]
- Dieter Behring, Schweizer Hedgefonds-Anbieter, 800 Millionen Schweizer Franken Verlust
- S&K-Gruppe, Schneeballsystem mit Immobilienfonds, Schaden von etwa 240 Millionen Euro
- Lyoness/Lyconet, im Juni 2018 verbot die norwegische Glücksspielbehörde die geschäftliche Tätigkeit der Lyoness International AG  als „illegales, pyramidenspielartiges Verkaufssystem“.[11] Das Geschäftssystem war u. a. auch in Italien Gegenstand kartellrechtlicher Untersuchungen, die im Januar 2019 von der Guardia di Finanza mit einer Geldstrafe über 3,2 Mio. Euro abgeschlossen wurden.[12]
- Am 19. Oktober 2021 warnte die BaFin vor dem Geschäftsmodell Hyperfund[13], welches wegen zunehmender Kritik und schlechten Internet-Reviews am 6. Dezember 2021 in Hyperverse umbenannt wurde.[14] Eine entsprechende Warnung der britischen Finanzaufsicht FCA erschien bereits am 23. März 2021.[15] Im Mai 2022 begann der Zusammenbruch und Mitte Juli 2022 war Hyperverse vollständig kollabiert.
- JuicyFields, im März 2022 hatte die BaFin das erste Mal auf Unstimmigkeiten hingewiesen. Am 11. April 2024 vollstreckten über 400 Polizeibeamte in 11 Ländern 9 Haftbefehle und führten 38 Hausdurchsuchungen durch.[16]

### Verdachtsfälle
- Die Arbeiterkammer Vorarlberg warnte bereits am 24. März 2017 vor dem Geschäftsmodell der vorgeblichen deutschen Mietwagenvermittlung Dexcar[17] und hat nach zahlreichen Beschwerden von Konsumenten am 16. Juni 2017 eine Anzeige zur Strafverfolgung an die Staatsanwaltschaft Feldkirch gerichtet. Dexcar hat mit „Advisors“ für ein „return-based Crowdfunding“ auch in Vorarlberg geworben. „Die italienische Aufsichtsbehörde für Wettbewerb und Markt hat im März (2017) eine Strafe von 400.000 Euro wegen unlauterer Geschäftspraktiken verhängt.“[18][19]

## Geschichtliche und rechtliche Aspekte
Der Vertrieb von Waren im Schneeballsystem ist keine Erfindung des 20. oder 21. Jahrhunderts. Schon früher wurden aus gewerblichen Kreisen immer wieder Klagen gegen sogenannte „Schneeballensammlungen“ laut. Das System funktionierte so, dass dem Kunden beim Kauf der Ware in Aussicht gestellt wurde, einen Teil des geleisteten Kaufpreises wieder hereinzubringen, wenn er Anweisungen auf eine bestimmte Zahl weiterer Kaufgeschäfte, die er miterwerben musste, um einen bestimmten Betrag an potentielle Neukunden weiterveräußerte. Solche Anweisungen wurden Coupons genannt. Immer wieder wurde die Bevölkerung in den Medien vor diesen Praktiken gewarnt:
Der Uhren-Coupon-Schwindel von welchem in diesem Blatte schon die Rede war, scheint sich auch auf andere Handelszweige auszudehnen. Vorige Woche erhielten in F. mehrere Personen Circulare der Fahrradfirmen „Multiplex“ und „Elliot“ in Berlin. Beide Firmen offerieren Fahrräder für 9 respektive 10 Kronen, der Käufer muss jedoch 50 Kronen einsenden, worauf er vier Gutscheine erhält, die er an andere à 10 Kronen verkaufen kann. Sobald nun jeder der vier anderen 40 Kronen eingesendet hat, erhält unser Käufer das Rad, sodass das Unternehmen tatsächlich 50 Kronen und 4 × 40 Kronen = 210 Kronen eincassiert hat, bevor sie ein Rad liefert. Für jedes weitere Fahrrad scheint sie nur 4 × 40 Kronen einzunehmen, jedoch ist zu bedenken, dass viele, ja vielleicht die Mehrzahl, 40 bzw. 50 Kronen einsenden, ohne ein Fahrrad zu erhalten. Unser Käufer hat also ein Bicycle für 10 K, welches aber diejenigen bezahlen, denen es nicht gelingt, vier weitere Narren zu finden.
In der Europäischen Union sind Schneeballsysteme gegenüber Verbrauchern gemäß Nr. 14 Anhang I zur UGP-Richtlinie (Richtlinie 2005/29/EG) vollharmonisiert, in Deutschland durch § 3 Abs. 3 Anhang Nr. 14 UWG umgesetzt, verboten.
In Deutschland werden derartige Systeme von § 16 Abs. 2 Gesetz gegen den unlauteren Wettbewerb (UWG) erfasst: „Wer es im geschäftlichen Verkehr unternimmt, Verbraucher zur Abnahme von Waren, Dienstleistungen oder Rechten durch das Versprechen zu veranlassen, sie würden entweder vom Veranstalter selbst oder von einem Dritten besondere Vorteile erlangen, wenn sie andere zum Abschluss gleichartiger Geschäfte veranlassen, die ihrerseits nach der Art dieser Werbung derartige Vorteile für eine entsprechende Werbung weiterer Abnehmer erlangen sollen, wird mit Freiheitsstrafe bis zu zwei Jahren oder mit Geldstrafe bestraft.“ Das Delikt ist als sogenanntes Unternehmensdelikt und als abstraktes Gefährdungsdelikt ausgestaltet. Das heißt, es muss nicht einmal ein Schaden entstehen. Schon der „Versuch“, ein Schneeballsystem ins Leben zu rufen, ist strafbar. Praktisch betrachtet ist der Versuch im Sinne des § 22 StGB außer in Fällen des Irrtums ausgeschlossen, da Versuch und Vollendung zusammenfallen. Eine Strafbarkeit wegen § 263 StGB (Betrug) scheitert dagegen in der Regel daran, dass die Betroffenen nicht über den Inhalt des Spiels getäuscht wurden. Geschädigte können ihre Einsätze nach ständiger Rechtsprechung des Bundesgerichtshofes mit Rücksicht auf die Sittenwidrigkeit solcher Systeme nach den Grundsätzen der ungerechtfertigten Bereicherung (§§ 812 ff., § 817 BGB) bzw. nach deliktischen Grundsätzen (§§ 823 ff., § 826 BGB) zurückverlangen, ohne hieran durch § 817 Satz 2 BGB gehindert zu sein.
Für Geschädigte problematisch ist allerdings, dass sie erhaltene Zahlungen (auch sogenannte Scheingewinne) im Fall der späteren Insolvenz der ein Schneeballsystem betreibenden Gesellschaft in vielen Fällen an den Insolvenzverwalter nach § 134 InsO unter dem Gesichtspunkt der Insolvenzanfechtung erstatten müssen. Dies gilt auch, wenn sie einen Anspruch auf die Auszahlung hatten und über den Grund der Auszahlung sowie das System insgesamt getäuscht wurden. Ob eine Rückzahlungsverpflichtung besteht, ist im Einzelfall schwierig zu beurteilen; in den letzten Jahren sind hierzu zahlreiche höchstrichterliche Entscheidungen ergangen.
Steuerrechtlich sind die dem Teilnehmer gutgeschriebenen (Schein)gewinne aus dem Schneeballsystem aber gemäß § 20 Abs. 1 Nr. 4 EStG steuerpflichtig. Dies gilt nach der Rechtsprechung des Finanzgerichts Münster auch für sogenannte Schenkkreise.
In Österreich gilt seit dem 1. März 1997 gemäß § 168a StGB auch ein spezielles strafrechtliches Verbot: Personen, die Ketten- oder Pyramidenspiele veranstalten, bei der Verbreitung unterstützen oder gewerbsmäßig fördern, machen sich strafbar und können mit einer Freiheitsstrafe von bis zu sechs Monaten rechnen. Bei schwerer Schädigung einer größeren Anzahl von Menschen (ca. zehn Personen) droht sogar eine Freiheitsstrafe von bis zu drei Jahren. Der Oberste Gerichtshof (OGH) hat in seinem Urteil vom 13.3.1996, eindeutig festgestellt, dass Pyramidenspiele gemäß § 879 ABGB verboten und nichtig sind. Diese Spiele gelten als Glücksspiele, da der Gewinn oder Verlust hauptsächlich vom Zufall abhängt. Gemäß dem OGH können die Teilnehmer eines solchen Pyramidenspiels alles zurückfordern, was sie aufgrund des illegalen und somit unwirksamen Glücksspiels gezahlt haben. Der Veranstalter des Spiels ist ebenfalls für die Rückzahlung der Einsätze verantwortlich.
In der Schweiz sind nach dem Schneeballsystem funktionierende Veranstaltungen durch Art. 3 Lit. r des Bundesgesetzes über den unlauteren Wettbewerb verboten. Je nach Aufbau und Funktionsweise liegt bei Schneeballsystemen auch ein Verstoß gegen das Bankengesetz, gegen das Börsengesetz, gegen das Kollektivanlagengesetz oder gegen das Geldwäschereigesetz vor. So ist auch die Ausübung einer bewilligungspflichtigen Bank-, Effektenhändler- oder Finanzintermediär-Tätigkeit, ohne entsprechende Bewilligung der Eidgenössischen Bankenkommission verboten.

## Andere Wortbedeutungen
Von Schneeballsystem spricht man in Bezug auf wissenschaftliches Arbeiten auch bei Literaturrecherchen, die ausgehend von einem bereits bekannten Titel zu weiteren thematisch relevanten Veröffentlichungen führen, indem das Literaturverzeichnis oder Fußnoten in Publikationen ausgewertet werden. Als erste Ausgangsquelle für die Literaturrecherche mit dem Schneeballsystem wählt man ein möglichst aktuelles und allgemeines Werk wie einen Lexikoneintrag, ein Einführungswerk oder ein Lehrbuch. In den gefundenen Publikationen wiederholt man das Verfahren, wodurch man von allgemeiner zu spezieller Fachliteratur fortschreitet und sich immer weiter in das Thema vertieft. Gegenüber einer systematischen Suche in Bibliografien und Datenbanken hat das Schneeballsystem den Nachteil, dass damit nur ältere Publikationen als die Ausgangsquelle ermittelt werden können. Außerdem besteht die Gefahr, dass überwiegend Veröffentlichungen gefunden werden, die eine bestimmte Sichtweise vertreten und sich gegenseitig zitieren (sog. Zitierkartelle), sodass ein einseitiges Bild entsteht, wenn das Schneeballsystem nicht durch andere Verfahren ergänzt bzw. nicht von mehreren unterschiedlichen Startpunkten aus begonnen wird.